# にいがた基幹バス
にいがた基幹バス（にいがたきかんバス）は、かつて新潟市で運行されていた新潟交通の路線バスの路線の一つ。愛称りゅーとリンク。新潟市のオムニバスタウン事業の一環として運行されていたもので、2015年（平成27年）に「にいがた新バスシステム」に移行し、役割を終えた。

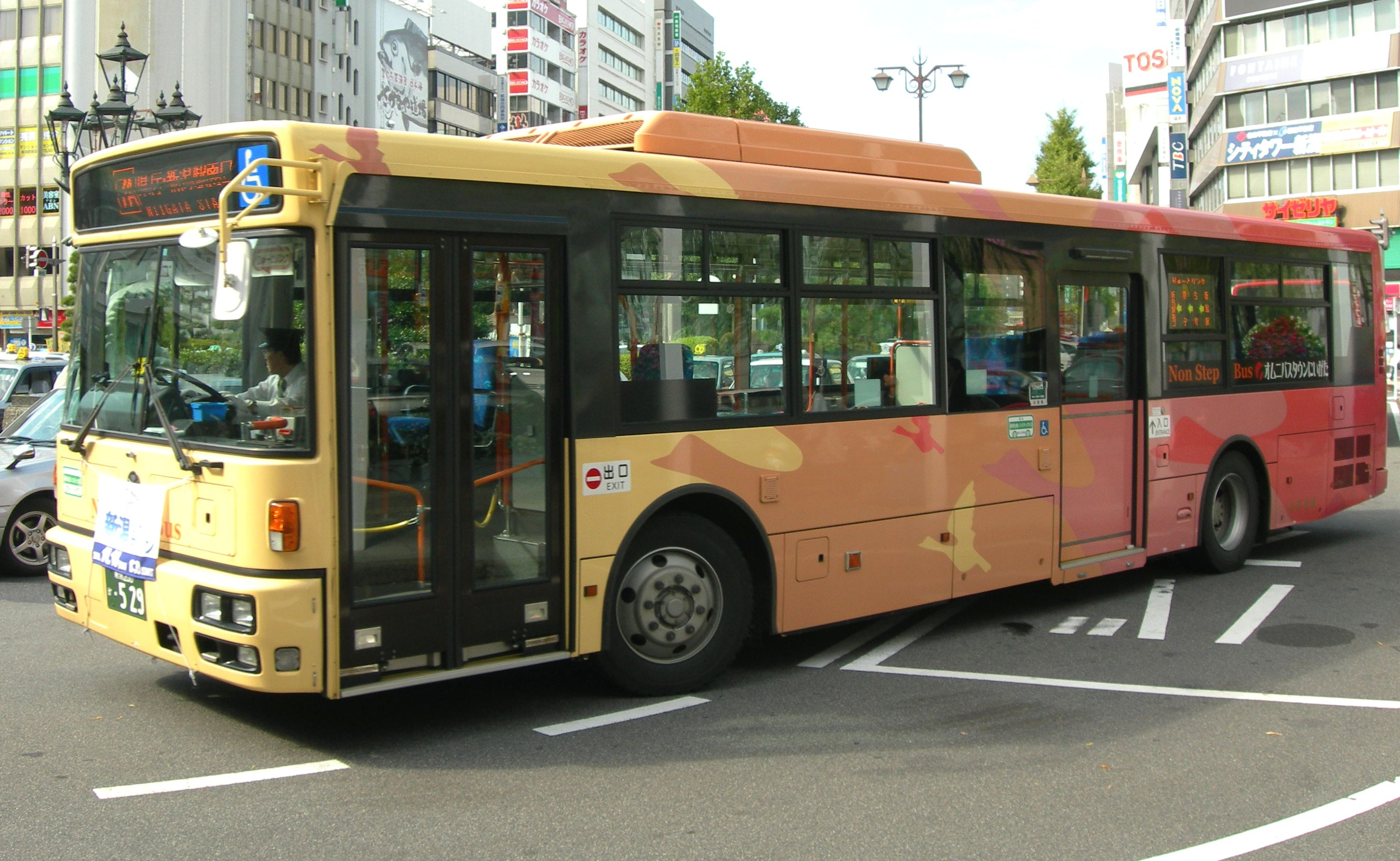
専用車両

## 概要
現在の「(BRT) 萬代橋ライン」、「C1 県庁線」、「S1 市民病院線」「S7 スポーツ公園線」の前身となる路線である。

### 運行事業体
- 新潟交通

## 沿革

### オムニバスタウン指定に至るまで
新潟市の交通の概要でも述べるが、新潟市は1999年4月に新潟交通電車線が廃止されて以来、市内及び近郊市町村とを結ぶ陸上の公共交通は東日本旅客鉄道線と新潟交通グループが運行する路線バスのみであり、モータリゼーションが進行し幹線道路の整備が進捗したこともあって、新潟市は日常の交通手段を自家用車に依存する比率が非常に高く、不便地域も点在している。また日本の都道府県庁所在地47都市の運輸部門における1人あたりの二酸化炭素排出量は水戸市・山口市に次いでワースト3位となっている（2000年国勢調査に合わせて行われた調査によるデータ）。
また新潟交通グループは、1984年から市内の2路線でバスロケーションシステムなどを内包した都市新バスシステムを導入するなどインフラの整備を進めてきたが、多大なコストがネックとなり、バスロケが導入されたのは西小針線、下山・松浜線の2路線だけにとどまった（新潟交通は代替策として国土交通省などと共同で、GPSとインターネットを使用したバスロケ「にいがたバス-i」の整備を進めている）。また近年は自家用車利用者が増えたのに加え、少子化により高校生の定期利用者が減少したことなどから、他の地方都市と同様、路線バスに関しては厳しい経営環境が続いており、近年は路線網の統廃合や不採算路線の廃止・削減が行われるなど、公共交通の空白域が次第に増えつつある。また運行が維持されている路線についても、行政からの助成金によって赤字を補填している路線・区間がある。
こうした状況から、新潟市は2007年4月1日の政令指定都市移行を前に、公共交通・道路交通を含めた市域全体の交通施策を体系的に進めるための短中期計画「にいがた交通戦略プラン」の計画策定に着手し、その一環としてバス交通の利便性向上を目的に、2006年7月から新潟交通グループなどと共同でオムニバスタウン指定に向けた計画策定に着手、2007年6月に国土交通省から指定を受けた。

### 基幹バス路線の開設
この事業の一環として計画されたのが、当項で挙げる「にいがた基幹バス」である。
この基幹バスの元となった「中央循環線」は、新潟駅万代口と南口を発着点として新潟県庁舎横のバスバースとを結ぶ路線で、県庁舎が現在地に移転した1985年6月1日に開設された。元々運行系統は別々になっており、それぞれ県庁で折り返し運行を行っていたが、同年10月1日から両系統を統合して循環運行を開始した。一方、市では当時中央区紫竹山にあった新潟市民病院が老朽化したのに伴い、同区鐘木地内で2007年11月1日の移転開院を目指して建設事業を進めていた。前述の中央循環線と、新潟駅南口から新市民病院の建設地を経由して江南区の曽野木ニュータウンに至る「駅南口・曽野木線」の2路線沿線は中央区の人口集積地であり、また繁華街や公共施設、住宅地へのアクセス効率が非常に良いことから、市と新潟交通などは両路線沿線を「基幹公共交通軸」と位置づけて整備する方針を固め、基幹バス路線の開設が決まった。
この2路線にはオリジナル塗色のノンステップバスが導入される事になり、これに伴ってカラーリングデザインの公募が行われた。総勢293点の応募があり、うち一次審査を通過した23点を対象にアンケートを行った上で審査した結果、市内の専門学校生が応募した“夕焼けの中を白鳥が飛び行く姿”を模したオレンジ主体のグラデーションによるデザインが採用された。また愛称も公募され、1,469件寄せられた候補の中から審査により「りゅーとリンク」が選ばれた。新潟市の別称「柳都」と“繋ぐ”を意味する「Link」による造語で、新潟市中心部と中央区南部の公共施設を結ぶ路線網をイメージしている。
運行開始にあたってダイヤ編成も見直された。従来の中央循環線のうち新潟駅前発・川岸町先回りの運行間隔は概ね10分間隔で、南口へ循環運行する便と県庁止まりの便をそれぞれ20分間隔で交互に運行していた。このうち県庁止まりの便を市民病院まで延伸し、古町など中心部と市民病院との間のアクセスを確保した。また、新潟駅から市民病院への主たるアクセスとなる市民病院線（駅南口・曽野木線を改称）は平日昼間20分間隔の運行とし、新潟駅南口 - 南長潟間は同じ都市計画道路弁天線を経由する「長潟線」と合わせて概ね10分間隔で運行することになった。こうして、にいがた基幹バスは市民病院の移転開院と同日の2007年11月1日に運行を開始した。なお、オリジナル塗色のノンステップバスは初年度10両を導入した。それ以外は一般塗色のノンステップバスか、一般型車両を使用して運行している。前述のバスロケ「にいがたバスi」には2路線の全便・全車両が対応しており、このうち中央循環線の主要バス停にはこの「バスi」のシステムによる位置表示装置が設置され、2009年3月から運用を行っている。また今後、市民病院線でも位置表示装置の整備を進める予定である。

### 新潟市BRT路線構想
新潟市は2010年夏に「新たな交通システム導入検討委員会」を組織し、にいがた基幹バスの経路となっている基幹公共交通軸に新交通システムを導入する旨を検討しており、導入手段としてライトレール（LRT）や小型モノレールの他、現在の基幹バスのシステムを高度化したバス・ラピッド・トランジット（BRT）の3種を中心に議論が進められていた。2011年5月に「新たな交通システム導入に関する提言書」が取りまとめられ、優先整備区間（白山駅～古町～新潟駅～鳥屋野潟南部）へのBRTの2014年度導入を目指すことが示された。
その後計画は変更され、2015年9月5日に青山～白山駅～古町～新潟駅にBRT「萬代橋ライン」が開業し、それに伴う新バスシステムの開業によりにいがた基幹バスは#概要で述べた路線に再編された（再編後もりゅーとリンクの愛称は一部残っていた）。

## 旧運行概要(2015年9月4日まで)

### 運行系統・ルート

#### 中央循環線
新潟駅万代口・南口から川岸町・県庁・女池・市民病院方面へ至る路線。
- 7A・8A　新潟駅前（万代口） - 万代シテイバスセンター前 - 古町 - 市役所前 - がんセンター前 - 川岸町 - 県庁（バスバース） - 出来島 - 上近江 - 鳥屋野十字路 - 新潟駅南口
7A：新潟駅前発・川岸町先回り、8A：新潟駅南口発・出来島先回り
- 7　新潟駅前（万代口） - 万代シテイバスセンター前 - 古町 - 市役所前 - がんセンター前 - 川岸町 - 県庁（バスバース）
- 8　新潟駅南口 - 鳥屋野十字路 - 上近江 - 出来島 - 県庁（バスバース）
- 8B　新潟駅南口 - 鳥屋野十字路 - 上近江 - 出来島 - 県庁前 - 美咲合同庁舎
7・8：朝・夜間のみ運行、8B：平日の朝夕のみ運行
- 10　新潟駅前（万代口） - 万代シテイバスセンター前 - 古町 - 市役所前 - がんセンター前 - 川岸町 - 県庁（バスバース） - 出来島 - 女池インター前 - 高美町 - 東京学館前 - 新潟市民病院

#### 市民病院線
新潟駅南口から長潟・市民病院・曽野木方面へ至る路線。
- 532　新潟駅南口 - 紫竹山 - 弁天橋 - 南長潟 - 長潟本村 - スポーツ公園前 - 新潟市産業振興センター前 - 新潟市民病院
- 530　新潟駅南口 - 紫竹山 - 弁天橋 - 南長潟 - 長潟本村 - スポーツ公園前 - 新潟市産業振興センター前 - 新潟市民病院 - 曽野木ニュータウン
- 531　新潟駅南口 - 紫竹山 - 弁天橋 - 南長潟 - 長潟本村 - スポーツ公園前 - 新潟市産業振興センター前 - 新潟市民病院 - 曽野木団地入口 - 曽川 - 大野仲町

### 運行間隔
下記の運行間隔は平日ダイヤのもの。土曜・休日ダイヤは減便となる。
中央循環線
- 新潟駅前 - 県庁BB間：昼間10分間隔
- 新潟駅南口 - 県庁BB間：昼間20分間隔
- 県庁BB - 新潟市民病院間：昼間20分間隔
昼間の新潟駅前発・県庁方面は「7A 県庁・新潟駅南口」行と「10 県庁・市民病院」行を20分おきに交互に運行、新潟駅前 - 県庁BB - 出来島間は概ね10分間隔で運行される。
土曜・休日も昼間は上記の間隔で運行されるが、市民病院方面は早朝・夜間は減便となる。

市民病院線
- 新潟駅南口 - 新潟市民病院間：昼間20分間隔
昼間は「530 市民病院経由 曽野木ニュータウン」行を概ね60分間隔で運行。なお、土曜・休日は全線60分間隔で運行され、朝7時台の1往復と13～15時台の3往復は市民病院発着。早朝・夜間の運行は行わない。また大野発着便は大野発朝1本、南口発夕方1本の平日1往復のみの運行で、土曜・休日は全便運休となる。
なお新潟県スポーツ公園内の各施設（東北電力ビッグスワンスタジアム、HARD OFF ECOスタジアム新潟）でJリーグ・プロ野球・BCリーグ公式戦が開催される際には新潟駅南口 - スポーツ公園バスターミナル間で、新潟市産業振興センター・新潟テルサでコンサート・イベント等が開催される際には新潟駅南口 - 産業センター前・新潟テルサ間で、それぞれ臨時の直通シャトルバスが運行される。

### 運賃
全便「後ろ乗り・後払い」方式でバスカードが利用できる。
なお、新潟交通が2011年4月24日からサービスを開始したIC乗車カード「りゅーと」は、中央循環線ではサービス開始時から、市民病院線では同年6月25日から利用できる（但し車両運用の関係上、一部便で利用できない場合あり）。
- 新潟駅前 - 駅前通 - 万代シテイバスセンター前：大人100円、小人50円（ワンコイン区間。精算は現金の他、りゅーと・バスカード・回数券でも可）
- 新潟駅前・新潟駅南口 - 県庁・紫竹山：大人200円、小人100円（市内均一区間）
- 新潟駅南口 - 南長潟：大人200円、小人100円
- 新潟駅南口 - スポーツ公園前：大人260円、小人130円
- 新潟駅前・新潟駅南口 - 鳥屋野潟公園前・産業センター前・新潟市民病院：大人320円、小人160円
- 新潟駅南口 - 曽野木（曽野木ニュータウン、下俵柳 - 曽川）：大人440円、小人220円
- 新潟駅南口 - 大野（信濃川大橋西詰 - 大野仲町）：大人450円、小人220円

#### ワンコインバス社会実験
新潟市と新潟交通は2010年、中央区中心部の活性化を目的とした社会実験として、中央循環線の新潟駅前 - 古町間で「ワンコインバス社会実験」を同年春から夏にかけて実施し、4月24日から8月22日までの土曜・休日に限り、大人100円・小人50円で乗車可能とする特例措置を行った（当初7月19日までの実施予定を延長）。但し前述のバスセンター前以遠となる礎町・本町・古町の3停留所で乗降する場合、ワンコイン運賃の対象となるのは現金による支払いのみで、バスカード・回数券による支払いや、中央循環線以外の路線を利用する場合は通常の市内均一区間の運賃（上記）となっていた。
このワンコインバス社会実験は翌2011年にも4月29日から6月12日までの土曜・休日、上述の内容と同様の実験を実施している。同年は中央循環線に加え、西循環線の浜浦町方面と水族館線も対象路線に追加された。但し前年度同様、ワンコイン運賃の対象は現金支払いのみで、りゅーと・バスカード・回数券による支払いは対象外となる。
なお、実施期間中に生じた新潟交通の減収分は新潟市が補填している。